# Il collare della colomba
Il Collare della colomba (in arabo طوق الحمامة‎?, Ṭawq al-Ḥamāmah) è un trattato sull'amore e gli amanti dell'arabo andaluso Ibn Hazm (994-1064) scritto intorno al 1022.
È un'importante opera della letteratura arabo-ispanica tradotta in varie lingue europee. È una raccolta di brani sulle regole dell'amor cortese, esaltante il culto della donna, la sottomissione dell'essere amato e che lascia intendere una preferenza per l'unione delle anime, anche se spesso scivola nel sensuale.

## Scrittura
Su richiesta di un amico, l'autore compone il trattatello sotto forma di epistola in cui descrive l'amore, le circostanze in cui nasce, le vicissitudini che lo accompagnano e il comportamento che esso suggerisce o impone agli amanti. Ibn Hazm prende ispirazione soprattutto dalle sue esperienze giovanili, in quanto lo scrisse in giovane età, probabilmente durante un periodo di allontanamento dalla vita politica. L'obiettivo con cui scrive l'opera è pratico: condurre coloro che vivono una vita misera alla beatitudine tramite l'amore.
Il titolo "Collare della colomba" fa riferimento alla tradizione neoplatonica islamica che ha una nuova fioritura con Avicenna nel X-XI secolo. Nonostante non abbia una contatto diretto con i testi di Platone, il filosofo viene molto analizzato. Secondo questa nuova interpretazione, confermata dallo stesso Avicenna, la colomba avrebbe rappresentato l'anima caduta. Essa è anche un collegamento al mondo religioso, infatti, l'anima è libera di tessere il proprio destino, il proprio fato, ma non può alterare la natura stessa dell'Essere che l'ha generata.

## Contenuto
| Gruppo                                                                           | Capitolo | Argomento                                                                                         |
| -------------------------------------------------------------------------------- | -------- | ------------------------------------------------------------------------------------------------- |
| I fondamenti dell'Amore (10 capitoli)                                            | 1        | Sull'essenza dell'amore                                                                           |
| I fondamenti dell'Amore (10 capitoli)                                            | 2        | Sui segni dell'amore                                                                              |
| I fondamenti dell'Amore (10 capitoli)                                            | 3        | Su chi amo nel sonno                                                                              |
| I fondamenti dell'Amore (10 capitoli)                                            | 4        | Su chi amò per sentito dire                                                                       |
| I fondamenti dell'Amore (10 capitoli)                                            | 5        | Su chi amo a un solo sguardo                                                                      |
| I fondamenti dell'Amore (10 capitoli)                                            | 6        | Su chi non ama se non dopo lungo indugio                                                          |
| I fondamenti dell'Amore (10 capitoli)                                            | 7        | Su chi, avendo amato una dara qualità, non trova poi di suo gusto nessun'altra contraria a quella |
| I fondamenti dell'Amore (10 capitoli)                                            | 8        | Sul parlare per allusioni                                                                         |
| I fondamenti dell'Amore (10 capitoli)                                            | 9        | Sui cenni con l'occhio                                                                            |
| I fondamenti dell'Amore (10 capitoli)                                            | 10       | Sulla corrispondenza epistolare                                                                   |
| Gli accidenti dell'Amore e le sue qualità piacevoli e vituperabili (12 capitoli) | 11       | Sul messaggero                                                                                    |
| Gli accidenti dell'Amore e le sue qualità piacevoli e vituperabili (12 capitoli) | 12       | Sul tenere il segreto                                                                             |
| Gli accidenti dell'Amore e le sue qualità piacevoli e vituperabili (12 capitoli) | 13       | Sulla divulgazione del segreto d'amore                                                            |
| Gli accidenti dell'Amore e le sue qualità piacevoli e vituperabili (12 capitoli) | 14       | Sull'obbedienza                                                                                   |
| Gli accidenti dell'Amore e le sue qualità piacevoli e vituperabili (12 capitoli) | 15       | Sulla disubbidienza                                                                               |
| Gli accidenti dell'Amore e le sue qualità piacevoli e vituperabili (12 capitoli) | 16       | Sul riprensore                                                                                    |
| Gli accidenti dell'Amore e le sue qualità piacevoli e vituperabili (12 capitoli) | 17       | Sull'amico che aiuta                                                                              |
| Gli accidenti dell'Amore e le sue qualità piacevoli e vituperabili (12 capitoli) | 18       | Sul sorvegliante                                                                                  |
| Gli accidenti dell'Amore e le sue qualità piacevoli e vituperabili (12 capitoli) | 19       | Sul calunniatore                                                                                  |
| Gli accidenti dell'Amore e le sue qualità piacevoli e vituperabili (12 capitoli) | 20       | Sull'uione amorosa                                                                                |
| Gli accidenti dell'Amore e le sue qualità piacevoli e vituperabili (12 capitoli) | 21       | Sull'allontanamento                                                                               |
| Gli accidenti dell'Amore e le sue qualità piacevoli e vituperabili (12 capitoli) | 22       | Sulla fedeltà                                                                                     |
| I mali che colpiscono l'Amore (6 capitoli)                                       | 23       | Sull'infedeltà                                                                                    |
| I mali che colpiscono l'Amore (6 capitoli)                                       | 24       | Sulla separazione                                                                                 |
| I mali che colpiscono l'Amore (6 capitoli)                                       | 25       | Sul sapersi contentare                                                                            |
| I mali che colpiscono l'Amore (6 capitoli)                                       | 26       | Sul consunzione                                                                                   |
| I mali che colpiscono l'Amore (6 capitoli)                                       | 27       | Sulla consolazione obliosa                                                                        |
| I mali che colpiscono l'Amore (6 capitoli)                                       | 28       | Sulla morte                                                                                       |
| Argomento religioso (2 capitoli)                                                 | 29       | Sulla bruttezza del peccato                                                                       |
| Argomento religioso (2 capitoli)                                                 | 30       | Sul pregio della virtù                                                                            |

Dapprima l'argomento viene affrontato dal punto di vista filosofico e delle differenti cause che provocano l'amore. A ciascuna causa viene riservato un capitolo speciale: troviamo i casi di chi s'innamora in sogno, o in seguito a una descrizione, o per un semplice sguardo, o di chi invece s'innamora solo alla lunga, o ancora di chi rimane colpito da determinate qualità e non ne ammette altre. Una delle principali preoccupazioni contemporanee al poeta era che l'amore fosse peccaminoso. Ibn Hazm sostiene con forza che l'amore non è in alcun modo proibito dalla legge coranica, infatti, tra gli amanti ci sono molti califfi o imam che sono considerati giusti, ma anzi viene sostenuto il valore sacro dell'amore, citando il Corano.
(Ibn Hazm)
L'amore secondo il letterato non deriva dalla concezione platonica di anime separate rispetto alla loro essenza nell'iperuranio, come sostenevano altri suoi contemporanei, ma è invece una forza inarrestabile che deriva solo dall'affinità delle anime. Mentre la nascita dell'amore deriva dalla bellezza, ma non tanto quella esteriore, bensì dell'anima, proprio per questo motivo le cause dell'amore possono essere studiate solo tramite la metafisica.
Interessante vedere quali sono i segni dell'amore sul poeta, rapportabili alla concezione cortese e ancora stilnovista dell'amore:
(Ibn Hazm)
Un altro punto di unione è l'importanza del ruolo degli occhi. Essi sono usati come messaggeri e servono a trasmettere nella maniera più efficace l'amore. Un intero capitolo, l'ottavo, viene dedicato proprio all'innamoramento tramite gli occhi:
(Ibn Hazm)
Si passa poi per i segni con cui si comunica l'amore. L'autore tratta poi delle gioie e delle pene dell'amore. Nel suo esposto egli rispetta per quanto possibile il processo naturale dello sviluppo del sentimento amoroso, opponendo le qualità contrarie le une alle altre. L'amore è impossibile da nascondere, infatti, risulta talmente evidente che neppure continue menzogne e possono mascherarlo. Il desiderio di occultamento nasce dal fatto che spesso l'amata o l'amante erano già all'interno di una relazione matrimoniale, il rapporto di amore supera questi confini. Un altro motivo è il timore dell'amante di rivelare il proprio segreto a causa dell'alto lignaggio dell'amata.
Seguono i motivi per cui l'amore può terminare quali l'oblìo, la morte degli amanti, il tradimento. Al tempo stesso queste azioni possono essere causate dall'amore: le malattie d'amore sono frequenti tra gli amanti che non riescono a godere della loro unione amorosa. L'amore a quel punto diventa una forza negativa che offusca la mente dell'amante portandolo alla completa follia. Lo scrittore porta persino degli esempi di personaggi in cui il dolore e il delirio per l'amore hanno causato la morte, come: Ibn Al-Tubni o Ibn Quzman.
L'opera si conclude con due capitoli morali: sulla turpitudine del peccato e sugli alti meriti della castità, dove ci si rivelano brillantemente il teologo, il giurista eminente e il futuro polemista. Secondo Ibn Hazm uomo e donna sono stati creati uguali da Dio nell'inclinazione verso il peccato, entrambi sono guidati dalla ragione e dalla concupiscenza. All'interno dei peccati presta particolare attenzione all'adulterio e alle relazioni illecite che vengono condannate.
Nonostante questa scansione che può sembrare molto rigorosa, Ibn Hazm all'interno dei singoli capitoli porta avanti digressioni sulla sua personale esperienza, ma gli stessi temi si mescolano. Spesso nei singoli capitoli sono presenti esempi di abitanti della Cordova contemporanea allo scrittore.